# Bantanges
Bantanges é uma comuna francesa na região administrativa de Borgonha-Franco-Condado, no departamento Saône-et-Loire. Estende-se por uma área de 10,84 km². Em 2010 a comuna tinha 559 habitantes (densidade: 51,6 hab./km²).